# Despre spirale
Despre spirale (Περὶ ἑλίκων) este un tratat al lui Arhimede din anul 225 î.Hr. Această lucrare conține 28 de propoziții, iar problemele legate de spirale se găsesc de la propoziția 12 la 28 și se ocupă cu ceea ce se numește în prezent Spirala lui Arhimede. Deși Arhimede nu a descoperit spirala, el a scris acest tratat pentru a rezolva cuadratura cercului și trisecțiunea unghiului.

## Conținut

### Prefață
Arhimede începe lucrarea Despre Spirale cu un mesaj către Dositheus din Pelusium, menționând moartea lui Conon din Samos ca o pierdere pentru matematică. Apoi continuă cu rezumatul rezultatelor din lucrările Despre Sferă și Cilindru și Despre Concoide și Sferoide. Lucrarea se termină cu rezultatele lui Arhimede despre spirale.

### Spirala lui Arhimede

Spirala lui Arhimede cu trei rotaţii de 360°

Spirala lui Arhimede a fost studiată pentru prima dată de Conon, iar apoi de Arhimede în lucrarea Despre Spirale, dar Arhimede a fost capabil să găsească diverse tangente la spirală. El a definit spirala astfel:
| “ | Dacă o dreaptă cu una din extremități rămânând fixă este făcută să se rotească cu o viteză unghiulară uniformă într-un plan până se reîntoarce în poziția inițială, și dacă, în același timp cu rotația dreptei un punct se mișcă cu viteză uniformă de-a lungul dreptei, începând de la extremitatea fixă, punctul va descrie o spirală în plan. | ” |

### Trisecțiunea unui unghi

Exemplu de modul în care Arhimede a împărțit un unghi în trei părți egale, în lucrarea Despre spirale.

Modul în care Arhimede a împărțit un unghi în trei părți egale este următorul:
Să presupunem că unghiul ABC trebuie împărțit în trei părți egale. Împărțim segmentul BC în trei părți egale și găsim că BD este egal cu o treime din BC. Desenăm un cerc cu centrul în B și de rază BD. Presupunem că cercul cu centrul în B intersectează spirala în E. Unghiul ABE este egal cu o treime din unghiul ABC.

### Cuadratura cercului

Cercul şi triunghiul au arii egale.

Pentru cuadratura cercului Arhimede a dat următoarea construcție:
Fie P punctul de pe spirală după ce aceasta a efectuat o rotație completă. Tangenta din P la spirală taie dreapta perpendiculară pe OP în T. OT este lungimea circumferinței cercului de rază OP.
Arhimede demonstrase deja în prima propoziție din lucrarea Măsurarea cercului că aria unui cerc este egală cu aria unui triunghi dreptunghic care are lungimea unei laturi adiacente unghiului drept egală cu raza cercului, iar cealaltă latură egală cu circumferința cercului. Deci, aria cercului de rază PO este egală cu aria triunghiului OPT.